# Phantoms in the Brain
Phantoms In The Brain (in het Nederlands verschenen als Het bizarre brein) is een populairwetenschappelijk boek uit 1998 van de Indiaas-Amerikaans neuroloog Vilayanur Ramachandran. Hij schreef de tekst samen met Sandra Blakeslee, een journaliste van de The New York Times gespecialiseerd in wetenschappelijke berichtgeving. De eerste druk kwam uit in Groot-Brittannië bij uitgever Fourth Estate.

## Aanpak
Ramachandran probeert in Phantoms In The Brain een aantal uitzonderlijke neurologische aandoeningen, op een voor een groot publiek zo duidelijk mogelijke manier, te presenteren, te verklaren en aanzetten te opperen tot mogelijke oplossingen. Hiervoor gebruikt hij anekdotes over ervaringen met patiënten, vergelijkingen met alledaagsere verschijnselen en legt hij waar nodig uit hoe en waar bepaalde functies in de hersenen tot stand komen. Hij gebruikt hiervoor zowel bekende wetenschappelijke feiten als speculatieve theorieën die hieruit voortvloeien.

## Inhoud
Tot de behandelde onderwerpen vallen in hoofdzaak:
- fantoomledematen en fantoompijn
- bewust én onbewust zien, doordat het functioneren van het zicht verdeeld is over meerdere regio's
- gezonde mensen wier alledaagse zicht vermengd is met hallucinaties door het syndroom van Charles Bonnet
- Het totaal ontkennen van een bestaande aandoening door anosognosie of die niet opmerken door neglect
- bekenden aanzien voor dubbelgangers door het syndroom van Capgras
- religieuze ervaringen voortkomend uit slaapkwabepilepsie
- het enorme maar ook enige talent van mensen met het savantsyndroom
- gevallen waarbij mensen zich letterlijk dood lachen
- het psychisch en lichamelijke ontstaan van schijnzwangerschappen
- de moeilijkheid van het onderzoeken en verklaren van qualia